# Volrado II di Waldeck
Volrado II di Waldeck-Eisenberg (in tedesco: Wolrad II. von Waldeck pronunciato anche Vollrad, soprannominato lo Studioso; Bad Arolsen, 27 marzo 1509 – Bad Arolsen, 15 aprile 1575) era il figlio del conte Filippo III di Waldeck-Eisenberg (1486-1539) e Adelaide di Hoya (1472-1539).
Fu il conte regnante di Waldeck-Eisenberg dal 1539 fino alla sua morte, e il capostipite del casato intermedio di Waldeck-Eisenberg.

## Matrimonio e figli
Il 6 giugno 1546 sposò Anastasia di Schwarzburg-Blankenburg (31 marzo 1528 - 1 aprile 1570), figlia di Enrico XXXII di Schwarzburg-Blankenburg (1498-1538) e Caterina di Henneberg (1508-1567). La coppia ebbe i seguenti figli:
1. Caterina (20 settembre 1547 - 8 luglio 1613), Badessa nel monastero di Schaaken
2. Francesco (nato nell'aprile 1549)
3. Elisabetta (28 aprile 1550 - 1550)
4. Anna Erika von Waldeck (17 settembre 1551 - 15 ottobre 1611), dal 1589 fino alla morte badessa dell'Abbazia di Gandersheim
5. Enrico (3 novembre 1552 - 1552)
6. Giosia I (18 marzo 1554 - 6 agosto 1588), sposò Maria di Barby (1563-1619)
7. Adelaide Valpurga (11 settembre 1555 - 1570)
8. Amalia (28 febbraio 1558 - 1562)
9. Giovanni (b. 13 July 1559)
10. Jutta (12 novembre 1560 - 23 maggio 1621), sposò nel 1583 il conte Enrico XVII di Reuss-Oberreiz, (1561-1607)
11. Maddalena Lucia (16 febbraio 1562 - 10 April 1621)
12. Volrado III (16 giugno 1563 - 11 novembre 1587)
13. Caterina Anastasia (20 marzo 1566 - 18 febbraio 1635)